# Aeroportul Bethel
Aeroportul Bethel (IATA: BET, ICAO: PABE, FAA LID: BET) este un aeroport din Alaska, Statele Unite ale Americii ce deservește zona Bethel⁠(d). Aeroportul a fost tranzitat în 2019 de 321.748 de pasageri. A fost deschis în 1942 și numit după zona deservită.
Situat la o altitudine de 39 m, aeroportul dispune de 3 piste. Este operat de Alaska Department of Transportation & Public Facilities⁠(d).

## Infrastructură

### Piste
Aeroportul dispune de 3 piste: 
- pista 01L/19R din asfalt, cu dimensiunile 6.400 picioare × 150 picioare
- pista 01R/19L din asfalt, cu dimensiunile 4.000 picioare × 75 picioare
- pista 12/30, cu dimensiunile 1.858 picioare × 75 picioare